# 吉武輝子
吉武 輝子（よしたけ てるこ、1931年（昭和6年）7月27日 - 2012年（平成24年）4月17日）は、日本の作家・評論家。反戦平和、男女平等を主なテーマとしていた。長女は看護師で随筆家の宮子あずさ。

## 経歴
兵庫県芦屋市生まれ。終戦翌年の14歳の時、進駐軍兵士5人に襲われる性被害を受け、2度にわたる自殺未遂を経験する。東洋英和女学院高等部卒業。1954年3月、慶應義塾大学文学部仏文学科卒業。同年、東映に入社。監督志望だったが広報部に配属され、宣伝部で活躍し、1961年に日本で初めての女性宣伝プロデューサーとなる。長女出産で、意に反する庶務に配置転換させられたのを機に退職。
フリーとなった以後は、旧社会党系の政治・市民運動に取り組む。1977年、第11回参議院議員通常選挙に全国区から無所属（社会党など推薦）で立候補するが落選している。また1986年12月16日に評論家樋口恵子とともに「土井たか子を支える会」を結成、翌87年1月20日には「土井委員長を囲む会」の代表に篠原一とともに選ばれた。
チェーンスモーカーであったため、晩年は肺炎を繰り返すようになり、シェーグレン症候群、慢性肺気腫、大腸癌、膠原病、慢性骨髄性白血病などを患い、2012年4月17日、肺炎のために死去。80歳没。

## 家族
父親は銀行員だったが、定年退職後55歳で自死。夫は大学時代の演劇部仲間の宮古勝治。一人娘の長女は宮子あずさ。2000年に夫が亡くなり、のちに選挙ボランティアだった24歳下の佐藤充と再婚した。

## 著書
- あしたのOG像　文理書院,　1967.
- 青春を生きる!　1968.　三一新書
- 生きるあかしを求めて 私の愛と性の真実　実業之日本社,　1971.
- 『結婚が変わる　自立する正と性』（1972年、大和書房）
- キミたち女のコ　サニー出版 1973　サニーブックス
- 子どもたちへのおくりもの ひとりで生きるために　第三文明社,　1974　灯台ブックス
- おんなのことは天下国家のことなのだ　櫂書房　1977.6.　Books おんな
- 結婚ってなあに　ルック社,　1977.5.
- 闘うおんなはやさしいおんな　櫂書房,　1977.5.　Books おんな
- やさしいエロス この指とまれ　住宅新報社,　1977.3.
- 愛すれど孤独 女にやさしい女こそ　PHP研究所　1978.10　のち文春文庫
- 愛のうしろ姿 スタートとしての結婚を考える　PHP研究所　1979.10.
- 『女が自分と向きあうとき　私のおんな白書』（1979年、海竜社）のち三笠書房知的生きかた文庫
- 女の子の伸ばし方 のびやかな子に育つために 学習研究社, 1980.11. 学研の家庭教育シリーズ
- 首から下を子どもに返せ 母として、女としての生き方 学習研究社, 1980.5 学研の家庭教育シリーズ
- のびのび子育ち12章 日本書籍, 1981.5.
- ひとりっ子の育て方 こんな夫婦の子なら、りっぱに育つ 編著. 学習研究社, 1981.12学研の家庭教育シリーズ
- 『やさしく紡ぐ女の年輪』（1983年、海竜社）「人生80年時代の新夫婦論」知的生きかた文庫
- 『女人　吉屋信子』（1983年、文藝春秋）のち文庫
- 『素敵に女の老い』（1984年、海竜社）
- 『舞踏に死す　ミュージカルの女王・高木徳子』（1985年、文藝春秋）
- 危機の家庭 女・性・政治　未来社,1986.9.
- わたしの姑支度　海竜社,　1986.8.
- 『ウィークエンド・ラブ』（1987年、集英社文庫）
- 『夫と妻の定年人生学』（1987年、海竜社）のち集英社文庫
- 『愛と誇りと―女・労働・文化』（1987年、未来社）
- 『ブルースの女王 淡谷のり子』（1989年、文藝春秋）のち小学館文庫
- 『女六十歳からの現役人生』（1989年、海竜社）
- 加算式子育て論　明治図書出版,　1989.3
- 『女三十五歳からの生き方　愛・仕事・人生』（1990年、海竜社）
- 恋上手 素敵な女の愛し方愛され方　海竜社,　1991.11.
- 『女五十代の生き方　いま華のとき』（1992年、海竜社）
- 自立心を育てる教育　明治図書出版,　1993.6.　シリーズ・教育をひらく
- 大人になりたくなかったわたし　ポプラ社　1994.8.　新・のびのび人生論
- 『サリーに魅せられて 美の源流を訪ねる』（1994年、平河出版社）
- 『死を受け容れて生きる　六十歳からの死生観』（1995年、海竜社）
- 女四十代の生き方 いま行動のとき　海竜社,　1995.9.
- ネコを愛する理由　1995.10.　ハヤカワ文庫.
- 『日本の家族を考える 女・男・家族のゆくえ』（1996年、ミネルヴァ書房）
- 『死と生を見すえて　娘あずさへの手紙』（1996年、岩波書店）
- 『定年後の夫の生き方・妻の生き方』（1997年、海竜社）
- 『秋麗　家庭内別居34年の答え』（1998年、KSS出版）
- 老いては子に逆らう わたしの老親修行　海竜社　1999.11 のち講談社+α文庫
- 『炎の画家　三岸節子』（1999年、文藝春秋）
- 定年、気がつけば二人旅 夫と妻共歩き人生への再出発　ミネルヴァ書房,　2000.9
- 『戦争の世紀を超えて　わたくしが生きた昭和の時代』（2001年、春秋社）
- 『老いては人生桜色』（2001年、集英社）のち文庫
- 『病んでも老いても人生は華　賞味期限なし』（2002年、海竜社）
- 美しく老いを生きる知恵 伴侶の死からの出発　海竜社,　2003.12.
- 「わたし」を生ききるために 知っておきたい一番たいせつなこと　ポプラ社,　2004.4.
- 『置き去り　サハリン残留日本女性たちの六十年』（2005年、海竜社）
- 『おんなたちの運動史 わたくしの生きた戦後』（2006年、ミネルヴァ書房）
- 『生きる。一八〇日のあお空』（2006年、海竜社）
- 死ぬまで幸福でいるための12ヵ条　講談社,　2008.11.
- ひとりの老後を心楽しく生きる方法　海竜社,2008.7.
- 病みながら老いる時代を生きる　2008.1.　岩波ブックレット
- 101のひとみ　秋元良平 写真　教育画劇 2009.3.
- 「私」が「わたくし」であることへ 吉武輝子対話集　パド・ウィメンズ・オフィス,2009.1.
- 〈戦争の世紀〉を超えて わたくしが生きた昭和の時代　春秋社,2010.11.
- 万病息災 老いても病んでも「元気」でいるコツ　講談社　2011.2.

## 共著
- あなたの就職ガイド しあわせなOL生活を設計するために 貴島操子,樋口恵子共著　実務教育出版,　1969.
- こうすれば女子社員を戦力化できる 管理者と男子社員のために 貴島操子,樋口恵子共著　実務教育出版,　1970.
- 娘の言い分親の言い分 宮子あずさ共著　国土社　1986.1
- 縁あって母娘 宮子あずさ共著.　労働旬報社　1996.12
- 『定年後の人生』佐高信共著、岩波ブックレット、1997年
- 自立に向かう女の子の育て方 宮子あずさ共著.　明治図書出版,　1998.8.　シリーズ・教育をひらく
- セクシャルハラスメントとどう向き合うか　落合恵子共著　2001.8.　岩波ブックレット
- 70代三人娘、元気の秘訣　俵萠子,樋口恵子共著　2007.7.　講談社+α新書
- やるっきゃない! 吉武輝子が聞く土井たか子の人生　パド・ウィメンズ・オフィス,2009.11.

## テレビドラマ出演
- 月曜ドラマスペシャル『セクシャル・ハラスメント キャスター裕子の奪われた時間』（1989年、TBS）